# ヴィヴェカ・エリクソン
ヴィヴェカ・エリクソン（スウェーデン語: Viveka Eriksson、1956年8月18日 - ）は、オーランド諸島の政治家、オーランドのための自由所属、オーランド諸島自治政府第11代首相。